# Basílica Menor Santuario Nacional de Nuestra Señora de Coromoto
El Santuario Nacional de Nuestra Señora de Coromoto o más formalmente Basílica Menor Santuario Nacional de Nuestra Señora de Coromoto es una Basílica menor y Santuario Nacional dedicada a la advocación de la Virgen de Coromoto, patrona de Venezuela se encuentra a 25 kilómetros de la ciudad de Guanare, Portuguesa, Venezuela. En la actualidad su párroco rector es el presbítero Allender Hernández.

## Historia
El Santuario está construido en el lugar de la segunda aparición de la Virgen al indio Coromoto.
El proyecto de construcción lo elaboraron el arquitecto español Juan Capdevila Elías y el arquitecto venezolano Erasmo Calvani en 1975, pero no fue sino hasta principios de 1980 cuando se iniciaron los trabajos.
La obra se interrumpió en varias ocasiones, debido a que no llegaban con fluidez los recursos económicos desde el Vaticano. El constructor venezolano, Manuel Furió Donet, estuvo desde el inicio de la obra. Fue el encargado de llevarla a cabo de la mano del arquitecto Erasmo Calvani. Finalmente fue consagrada el 7 de enero de 1996 e inaugurada con una misa del papa Juan Pablo II el 10 de febrero del mismo año, en presencia de más de dos millones de devotos que esperaban la consagración del templo. El 20 de octubre del 2007 fue elevado por el papa Benedicto XVI a la dignidad de Basílica menor.

## Descripción
El templo da cabida a unas 2.500 personas dentro del interior de la Basílica, y puede albergar más de 50.000 personas en la plaza de Espigas. A las afueras de la Basílica, cuenta con un mirador en el que se puede observar las cordilleras de los Andes y la llanura. Observando a la derecha, se logra ver un poco la ciudad de Guanare. Se puede llegar a este mirador a través de un ascensor, o si se prefiere, por escaleras.
En el interior de la Basílica se encuentran tres altares: uno en cada nave lateral; y en el centro, su altar mayor, donde se encuentra la Silla Episcopal. Detrás del altar mayor se encuentra el Trono de la Virgen, donde se observa la Imagen de la Virgen de Coromoto que se apareció al indio Coromoto el 8 de septiembre de 1652. Dicha imagen se materializó en una estampilla hecha de fibra de árbol y que hoy se venera en esta Basílica.

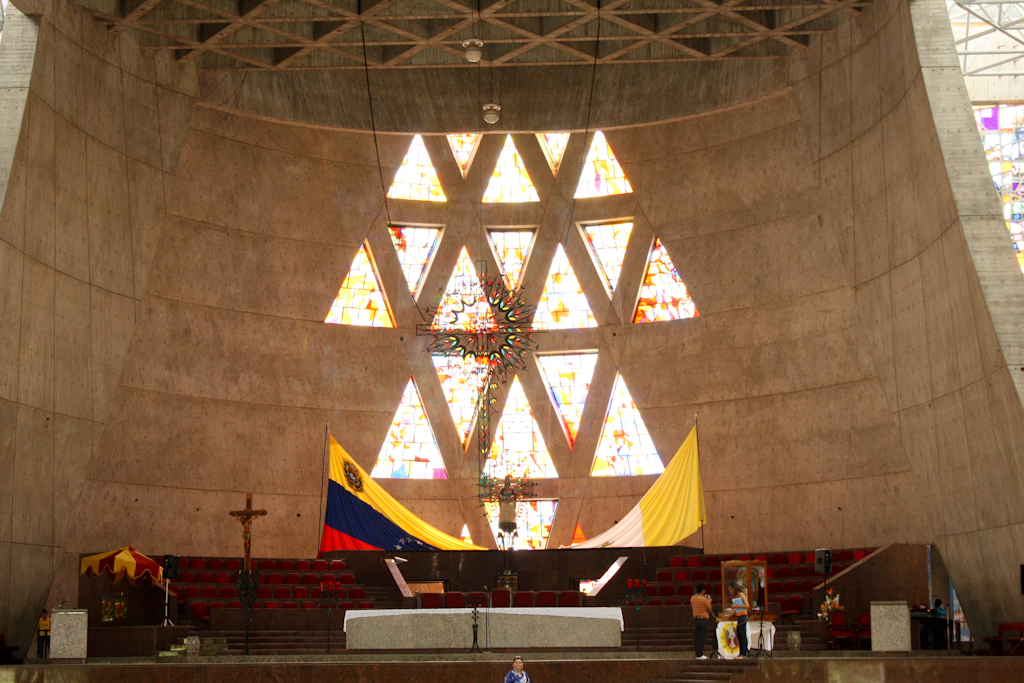
Altar Mayor del Santuario

En el altar que se encuentra en la nave lateral derecha se encuentra una fuente en la que se observa la escena del momento de la aparición de la Virgen al indio Coromoto y sobre este altar se encuentra un Velatorio donde esta una imagen de la Virgen de Coromoto que fue hecha de Bronce a la que se le pueden colocar velas, a este velatorio se llega a través de escaleras. En el altar ubicado en la nave lateral izquierda se encuentra la Capilla del Santísimo Sacramento y sobre este altar podemos observar una réplica de la imagen de la Virgen de Guadalupe y sobre el Altar Mayor podemos observar una imagen de la Virgen de Coromoto y las banderas de la Ciudad del Vaticano y de Venezuela.
Debajo de la Basílica encontramos un Museo dedicado a la Virgen de Coromoto y también en dicho museo se encuentra los vestidos sacerdotales que Su Santidad Juan Pablo II usó en su visita a esta Basílica en 1996. También a las afueras del templo encontramos un restaurante y una Fuente de Soda, que tiene siete lagunas artificiales que sirven de espejo para la Basílica viéndola desde el mirador.
En América es considerada la segunda Basílica más moderna e importante luego de la Basílica de Nuestra Señora de Guadalupe en México y seguida por la Basílica de Nuestra Señora Aparecida en Brasil.

## Galería fotográfica

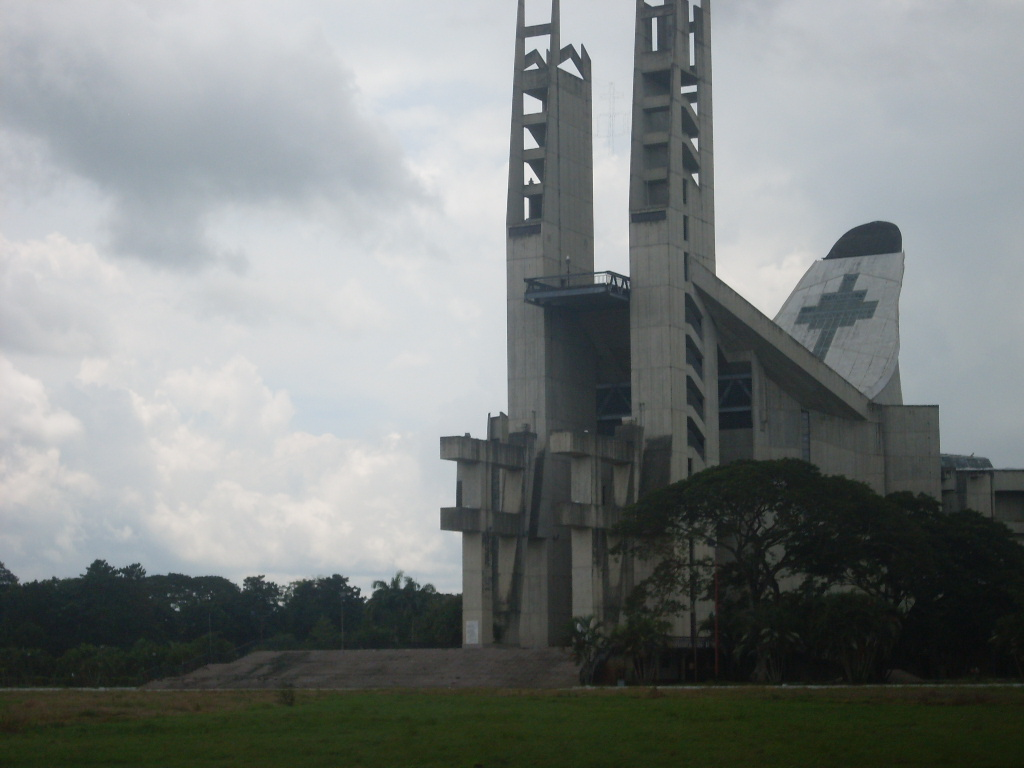
Exterior del Santuario Nacional
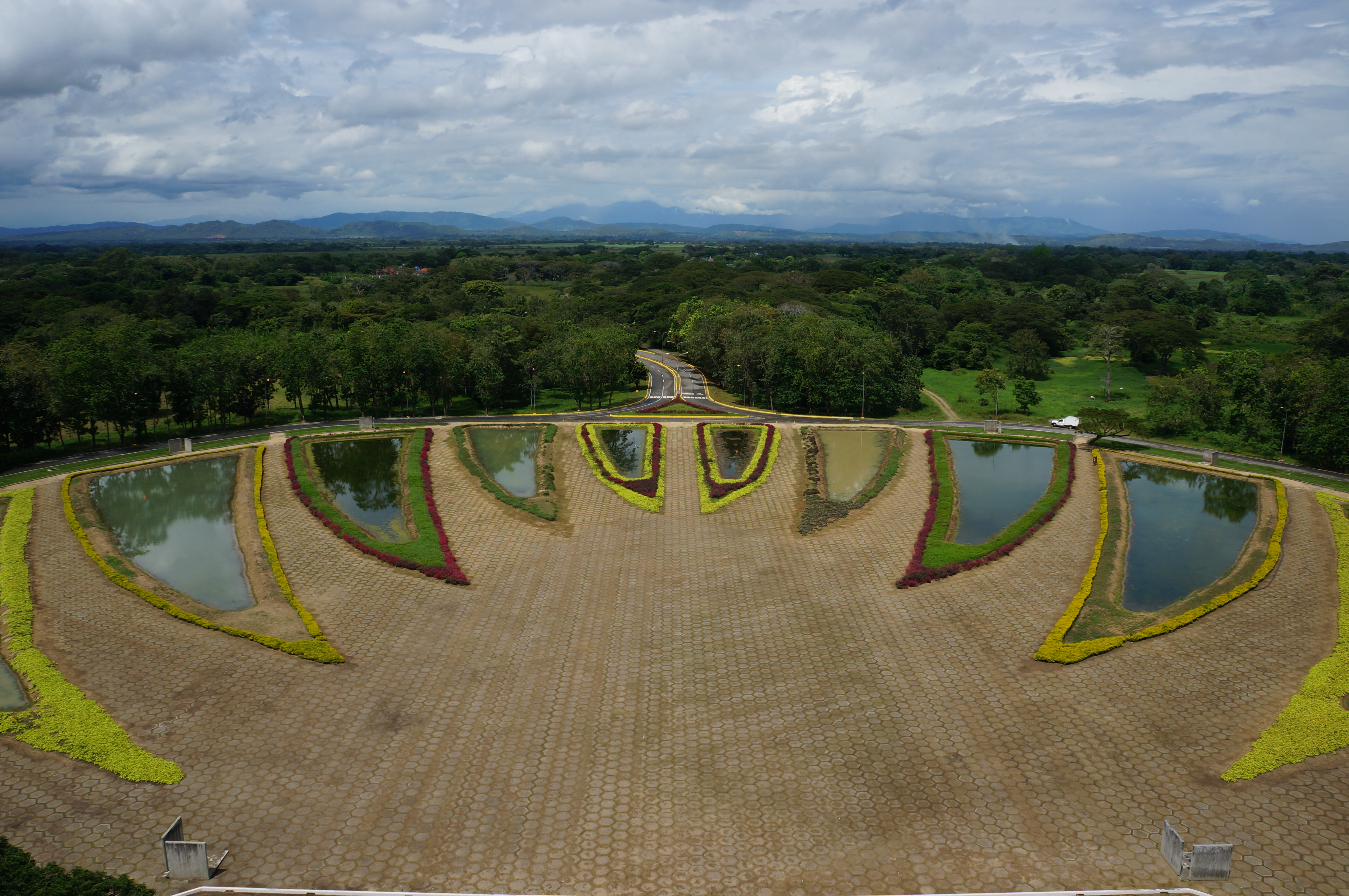
Jardines del Santuario